# Harpo Marx
Adolph (kasnije promijenjeno u Arthur "Harpo" Marx), (Manhattan, New York, 23. studenog 1888.  - Los Angeles, Kalifornija, 28. rujna 1964.), bio je američki komičar i jedan od Braće Marx. Imen Harpo je dobio jer je svirao harfu.
Njegov karakter u filmovima uvijek je bio isti: glumio je nijemog budalastog svirača harfe, koji se odlikuje s klaunskim manirima. Njegova uloga je uvijek pomagala, i nosila rekvizite Chicu Marxu. Uvijek je nosio žutu periku s uvojcima, koja je prikrivala naziruću crvenu kosu, i mantil s bezbrojnim džepovima kao i cilindar šešir.
Harpo je umio govoriti, ali je odlučio šutjeti jer je jedan kritičar napisao da je njegov govor tijela savršen, ali njegov glas uništava tu iluziju.
Njegova autobiografija, Harpo govori!, objavljena je 1961.

## Vanjske poveznice
- Harpo Marx u internetskoj bazi filmova IMDb-u (engl.)